# Politique continentale de l'empire du Japon
La politique continentale de l'empire du Japon est une stratégie poursuivie par l'armée impériale japonaise entre la restauration de Meiji de 1868 et l'expansionnisme japonais durant la Seconde Guerre mondiale,,. Le but principal de la politique est de conquérir les pays asiatiques voisins du Japon, comme la Corée ou la Chine, pour dominer l'Asie orientale.

## La Politique continentale avant la restauration de Meiji
Il y avait déjà des opinions favorables à une expansion du Japon avant la restauration de Meiji. Le légendaire empereur Jinmu, le premier empereur du Japon, avait des idées de conquête du monde. Ainsi, l'impératrice Jingū mentionne la conquête de Samhan (Corée).
À la fin du XVIe siècle, Toyotomi Hideyoshi achève l'unification du Japon et envahit la Corée par deux fois sans succès. Le but de l'attaque est de préparer une future conquête de la Chine. Bien qu'elle échoue, cette action symbolise néanmoins le début de l'expansion japonaise.
À la fin du shogunat Tokugawa, de nombreux conseillers ont des opinions favorables à la conquête de différents pays et à l'établissement de colonies. Honda Toshiaki mentionne que le but principal du Japon est de commencer à conquérir le monde et de devenir la plus puissante nation du monde. Pour cela, il suggère d'occuper d'abord la Mandchourie, Sakhaline et la péninsule du Kamtchatka, puis de suivre ensuite l'exemple de l'Europe et de mettre en place des colonies,. Satō Nobuhiro suggère également que le processus de conquête de l'Asie commence par la Mandchourie, puis l'Asie orientale, et enfin l'Asie du Sud. Cette pensée est devenue la stratégie du Japon durant la Seconde Guerre mondiale.

## La Politique continentale après la restauration de Meiji
Au milieu du XIXe siècle, le Japon s'est renforcé lors de la restauration de Meiji et a adopté un gouvernement moderne et centralisé. Le gouvernement de Meiji a considérablement encouragé le peuple à aider à la modernisation du Japon, à établir des industries, et à commencer leur révolution industrielle au milieu des années 1880. En raison de nombreux facteurs, le Japon décide de s'investir dans le militarisme, créant la Politique continentale.

## Le Plan et les actions du Japon

### Plan
En 1927, Tanaka Giichi présente les étapes de la Politique continentale. L'idée principale est que « Si nous voulons conquérir le Monde, nous devons d'abord conquérir la Chine. Si nous voulons conquérir la Chine, nous devons d'abord conquérir la Mongolie et la Mandchourie. Si nous voulons conquérir la Mongolie et la Mandchourie, nous devons d'abord conquérir la Corée et Taïwan » (Plan Tanaka).

### Actions

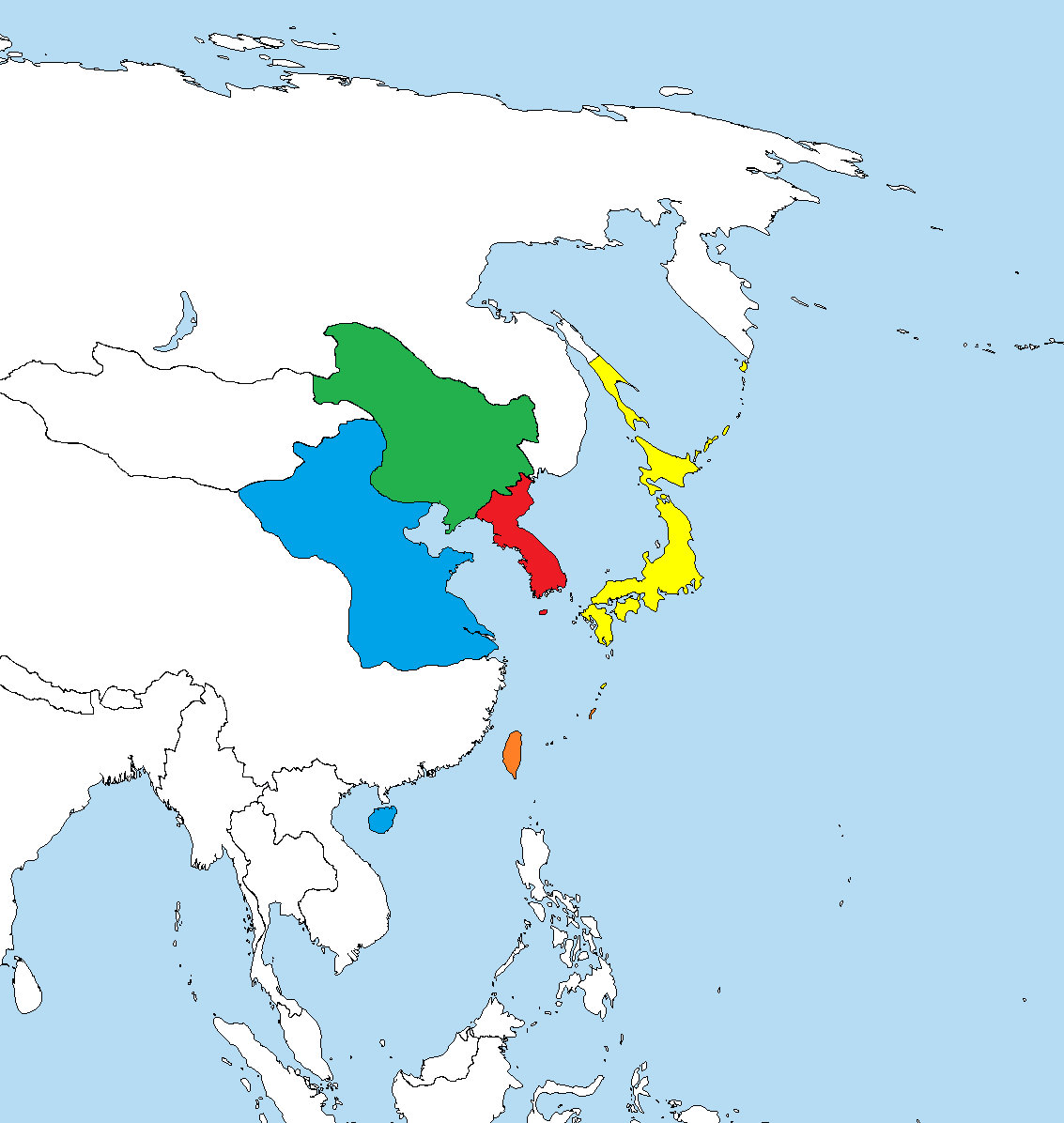
Japon
Première étape, Taïwan
Deuxième étape, Corée
Troisième étape, Mandchourie
Dernière étape, Chine (échouée)

La première action du Japon est de conquérir les îles Ryūkyū en 1879. Ensuite, la Japon gagne la première guerre sino-japonaise et annexe Formose et les îles Pescadores en 1895. Le Japon installe également un État fantoche en Corée après la rébellion paysanne du Donghak puis annexe le pays en 1910.
En 1932, Le Japon capture la Mandchourie et installe l'État fantoche du Mandchoukouo. Il attaque la Chine en 1937 et essaye d'achever la Politique continentale. Mais il échoue à conquérir la Chine et perd la Seconde Guerre mondiale, ce qui lui fait perdre toutes ses possessions acquises. Cet événement marque la fin de l'expansion japonaise et de la Politique continentale.